# Johnny Manziel
Jonathan Paul „Johnny“ Manziel (* 6. Dezember 1992 in Tyler, Texas) ist ein ehemaliger US-amerikanischer American-Football- und Canadian-Football-Spieler auf der Position des Quarterbacks. Er spielte College Football für die Texas A&M University und gewann 2012 als erster Freshman die Heisman Trophy. In der National Football League (NFL) wurde er 2014 von den Cleveland Browns gedraftet und war für sie bis 2015 im Einsatz. Zuletzt spielte er bei den Memphis Express in der Alliance of American Football (AAF).

## Highschool und College
Manziel galt schon auf der Tivy High School in Kerrville als bester Footballspieler unter den Schülern seines Staats. So gewann er den Titel Spieler des Jahres vom Verband der Highschool-Trainer („National High School Coach Association Football Player of the Year“) und Vertretern der Presse („Texas Associated Press Sports Editors Player of the Year“). Ihm eilte solch ein Ruf voraus, dass die Fans ihn 2012 schon vor seiner ersten Collegesaison bei den A&M Aggies „Johnny Football“ tauften. Er ist mit nur 1,83 Metern eher klein für die Position, aber laufstark. In seiner ersten Saison gelang es ihm dreimal, über 500 Yards zu passen und zu laufen. Seine 5.116 Yards in der Saison sind die meisten eines Gewinners der Heisman Trophy, die 47 Touchdowns entsprechen seinem Vorgänger Robert Griffin III. Beim Sieg im Cotton Bowl lief er 229 Yards, die meisten Yards, die je ein Quarterback in einem Bowl erlief.
Die Aggies besiegten zwar den späteren Sieger der Bowl Championship Series, die Alabama Crimson Tide, verloren aber zwei Saisonspiele gegen andere Gegner.
Am 8. Januar 2014 verkündete Manziel, dass er dem NFL Draft 2014 beitreten und damit seine College-Football-Karriere nach nur zwei Jahren beenden werde.

## NFL
Johnny Manziel wurde im NFL Draft 2014 als 22. Spieler in der 1. Runde von den Cleveland Browns ausgewählt. Er erzielte seinen ersten Touchdown am 30. November 2014 in der 13. Spielwoche gegen die Buffalo Bills. Gegen die Cincinnati Bengals war Manziel zum ersten Mal der Starting-Quarterback, spielte aber mäßig (zwei Interceptions bei 93 Yards Raumgewinn) und verletzte sich im nächsten Spiel gegen die Carolina Panthers, sodass er den Rest der Saison ausfiel.
In der Spielzeit 2015 kämpfte er mit Josh McCown um den Posten des Starting-Quarterbacks. McCown gewann, verletzte sich jedoch im ersten Spiel der Saison. Daraufhin startete Manziel am zweiten Spieltag gegen die Tennessee Titans und führte die Browns zu ihrem ersten Sieg. Allerdings verdrängte ihn der wieder genesene McCown bald darauf wieder auf die Reservebank. Am 17. November 2015 verkündete Head Coach Mike Pettine, dass ausschließlich Manziel bis zum Ende der Saison als Quarterback auflaufen würde. Allerdings wurde er am 24. November zum dritten Quarterback degradiert, nachdem ein Video veröffentlicht wurde, das Manziel in der abgelaufenen spielfreien Woche mit einer Champagner-Flasche in der Hand auf einer Party in Texas zeigte.
Die folgenden Spiele wurden mit Josh McCown beziehungsweise Austin Davis als Quarterback bestritten und gingen beide verloren. Nach der erneuten Verletzung McCowns, die sein Saisonaus bedeutete, wurde Manziel erneut zum Starting-Quarterback ernannt. Er bestritt zwei Spiele gegen die favorisierten Seattle Seahawks und Kansas City Chiefs, die beide verloren gingen, Manziel aber teilweise positive Kritiken einbrachten, da sie eine Steigerung zu seinem ersten Jahr darstellten. Im Spiel gegen die Kansas City Chiefs erlitt Manziel eine Gehirnerschütterung, sodass er im letzten Saisonspiel gegen die Pittsburgh Steelers nicht antreten konnte. Wiederum machte Manziel Negativschlagzeilen, als er in der Nacht vor dem Spiel gegen Pittsburgh in Las Vegas gesichtet wurde und am nächsten Morgen zu seiner ärztlichen Untersuchung nicht erschien. Nach der Saison wurde er von den Browns entlassen.

## CFL
Am 19. Mai 2018 wurde bekannt, dass sich die Hamilton Tiger-Cats die Dienste Manziels gesichert haben. Am 22. Juli 2018 wurde Manziel zu den Montreal Alouettes getradet.  Hier startete er in acht Spielen, in denen er 106 von 165 Pässen für 1.290 Yards und fünf Touchdowns komplettierte. Gleichzeitig warf er sieben Interceptions. Am 27. Februar 2019 wurde jedoch ein Verstoß gegen seinen CFL-Vertrag bekannt, woraufhin er von den Alouettes entlassen wurde.

## AAF
Am 17. März 2019 verpflichteten die Memphis Express aus der Alliance of American Football Manziel. Nachdem sich die Liga nach dem achten Spieltag der Regular Season aufgelöst hatte, stand auch Manziel ohne Arbeitspapiere da.

## Privatleben
Manziel wurde seit seinem Collegeerfolg und vor allem nach dem Sieg gegen Alabama ein extremes öffentliches Interesse zuteil. Zu seinen Freunden zählen unter anderem LeBron James, Justin Bieber und Drake.
Drake widmete Johnny Manziel den Song Draft Day.
Durch seinen extrovertierten Lebensstil stand Manziel oft in der Kritik der Medien und auch seines Arbeitgebers, der Cleveland Browns. Seine Eskapaden wurden durch den Umstand verstärkt, dass er sich nach seiner miserablen ersten Saison in eine stationäre Entziehungskur begab, welche zunächst zu einem geänderten Lebenswandel zu führen schien, bevor es sich zum Ende der Saison 2015 aber abzeichnete, dass Manziel wieder in alte Gewohnheiten fiel.